# ميناء جازان
يُعدُّ ميناء جازان ثالث موانئ المملكة العربية السعودية من حيث الطاقة التصميمية على ساحل البحر الأحمر، كما يُعَدُّ البوَّابة الرئيسة لواردات الجزء الجنوبي الغربي من المملكة، وأكبر الموانئ السعودية في استقبال الماشية من دول القرن الإفريقي.

## الموقع الجغرافي
يقع ميناء جازان على الساحل الجنوبي الغربي للبحر الأحمر ويبعُدُ عن مضيق باب المندب نحو 266 ميل
- خط العرض 16° 54' شمالًا
- خط الطول 42° 32' شرقًا

## نبذة تاريخية
افتُتِحَ ميناء جازان في العام 1976م وقد شَهِدَ خلال تاريخه 3 مراحل تطويرية، بتكلفة إجمالية بلغت نحو 1.4 مليار ريال، تضمَّنتْ إنشاء الأرصفة وحاجزَي أمواج، وبرج مراقَبة، ومحطَّة كهرباء، ومستودعات تخزين، ومحطَّات وقود وتحلية وضَخّ مياه، ومَرَافق إدارية وسكنية.

## الخصائص
- المساحة= 4.2 كم
- عدد الأرصفة= 12 رصيف
- عدد المحطات = محطة واحدة
- الطاقة الاستيعابية= 5 ملايين طن

## التجهيزات والقدرات التشغيلية واللوجستية
يضمُّ الميناء 3 قنوات اقتراب ملاحية، مزوَّدة بالمساعِدات الملاحية لضَمَان سلامة السُّفُن، منها قناة شمالية رئيسة تصلها السُّفُن أثناء قدومها ومغادرتها للميناء ولمحطة شركة «أرامكو»، وقناة جنوبية تخدم السُّفُن القادمة من جنوب البحر الأحمر، وقناة ثالثة مؤدِّية لـجُزُر فرسان، تستخدمها السُّفُن والعبَّارات والوحدات البحرية الصغيرة المتنقِّلة بين جازان وفرسان، وتساندها صالة للركاب المسافرين بكلٍّ مِنْ مينائي جازان وفرسان، تحتوي كلُّ واحدةٍ على صالة للسفر مصمَّمة لاستيعاب 650 راكب، ومكاتب إدارية.
كما يتضمَّن ميناء جازان 12 رصيفاً، بطول إجمالي 2.172م، حيث تتراوح أطوال الأرصفة بين 120 و200م، بينما تتراوح أعماقُها بين 10 و12م عند أدنى مستوى للبحر، منها أرصفة مخصَّصة للبضائع العامة والسائبة، وأخرى لسُفُن الدَّحْرَجة، وأرصفة للخدمات والصيانة، بالإضافة إلى أرصفة لمناوَلة الأسماك والمواشي الحية. ويضمُّ الميناء 6 مستودعات للبضائع العامة، ومستودعاً للمواشي الحية، وساحات مكشوفة بمساحات إجمالية تبلغ 75 ألف م2، كما تعمل فيه سفينة لمكافحة التلوُّث بالزيت بهدف فَصْل الزيت وتجميعه، مع مُعَدَّات لمكافَحة التلوُّث.

## وصلات خارجية
- ميناء جازان يحتضن تجربة فرضية حول إنقاذ ركاب سفينة من الغرق.